# Ben Wallace (koszykarz)
Ben Camey Wallace (ur. 10 września 1974 w White Hall, w stanie Alabama) – amerykański zawodowy koszykarz, grający na pozycji środkowego, mistrz NBA z 2004 roku, z Detroit Pistons.
Karierę koszykarską rozpoczynał na uniwersytecie Virginia Union. 2 października 1996 podpisał kontrakt z Washington Bullets. W 1999 został zawodnikiem Orlando Magic. W 2000 oddano go do Detroit Pistons. Uznany za najlepszego obrońcę w lidze NBA w sezonach 2001-02, 2002-03, 2004-05, 2005-06. W sezonach 2001-02 i 2002-03 przewodził w lidze pod względem liczby zbiórek i bloków.
W sezonie 2001/2002 zajął drugie miejsce w głosowaniu na największy postęp sezonu NBA.
W 2003 został wytypowany przez kibiców do składu na mecz All Star. Tym samym stał się pierwszym koszykarzem w historii ligi bez draftu, który zagrał w meczu gwiazd. W 2004 zdobył mistrzostwo ligi NBA. Następnie był zawodnikiem Chicago Bulls. W trakcie kolejnego sezonu reprezentował barwy Cleveland Cavaliers po tym, jak wziął udział w wymianie pomiędzy Chicago, Cleveland a Seattle SuperSonics, obejmującej 11 zawodników. Od 25 czerwca 2009 roku jest ponownie zawodnikiem drużyny Detroit Pistons.
W sezonie 2003/2004 zajął drugie miejsce w głosowaniu na obrońcę roku NBA.
Jest jedynym koszykarzem w historii NBA, któremu udało się zdobyć 1000 zbiórek, 100 bloków, 100 przechwytów w czterech kolejnych sezonach, a także jednym z sześciu koszykarzy w historii NBA, któremu udało się zdobyć ponad 150 bloków i 100 przechwytów w sześciu kolejnych sezonach.

## Osiągnięcia
Na podstawie, o ile nie zaznaczono inaczej.
NBA
- Mistrz NBA (2004)
- Wicemistrz NBA (2005)
- 4-krotny Obrońca Roku NBA (2002, 2003, 2005, 2006)[6]
- Uczestnik meczu gwiazd NBA (2003–2006)
- Wybrany do:
  - I składu defensywnego NBA (2002–2006)[7]
  - II składu:
    - NBA (2003, 2004, 2006)
    - defensywnego NBA (2007)[7]

  - III składu NBA (2002, 2005)
- MVP:
  - miesiąca NBA (marzec 2002)
  - tygodnia (24.02.2002, 31.03.2002, 23.03.2003, 4.01.2004, 29.02.2004)
- Lider NBA w:
  - zbiórkach (2002 – 13, 2003 – 15,4)
  - blokach (2002 – 3,5)
  - wszech czasów klubu Pistons w liczbie oraz średniej bloków[8]
- Klub Detroit Pistons zastrzegł należący do niego numer 3[9]

Reprezentacja
- Uczestnik mistrzostw świata (2002 – 6. miejsce)

Rekordy kariery
- Najwięcej punktów w meczu: 23
- Najwięcej ofensywnych zbiórek: 12 (dwukrotnie)
- Najwięcej zbiórek w meczu: 28 (dwukrotnie)
- Najwięcej bloków w meczu: 10 (dwukrotnie)
- Najwięcej asyst w meczu: 8
- Najwięcej przechwytów w meczu: 6 (trzykrotnie)